# Grunewald (Wipperfeld)
Grunewald ist eine Ortschaft im Ortsteil Wipperfeld der Stadt Wipperfürth im Oberbergischen Kreis im Regierungsbezirk Köln in Nordrhein-Westfalen (Deutschland). Neben diesem Grunewald gibt es in Wipperfürth auch noch die gleichnamigen Ortschaften Grunewald im Ortsteil Agathaberg und Grunewald im Ortsteil Hämmern.

## Lage und Beschreibung
Der Ort liegt im Südwesten der Stadt Wipperfürth an der Stadtgrenze zu Kürten an der Bundesstraße 506, die im Mittelalter ein bedeutender Heerweg zwischen Köln und Soest war. Der Ort liegt auf der Wasserscheide zwischen der Großen Dhünn und der Kürtener Sülz. Die Sülzüberleitung führt unterirdisch westlich des Ortes vorbei. Nachbarorte sind Frösseln, Ente, Sommerberg und der zu Kürten gehörende Ort Laudenberg.
Der Ort gehört zum Gemeindewahlbezirk 160 und damit zum Wahlbezirk Wipperfeld.

## Geschichte
In der Preußischen Uraufnahme von 1844 ist an der Stelle der Ortschaft Grunewald umgrenzter Hofraum ohne eine Namensnennung eingezeichnet. Die Ortsbezeichnung Grunewald wird ab der topografische Karte (Preußische Neuaufnahme) von 1893 bis 1896 verwendet.

## Busverbindungen
Über die Haltestelle Frösseln der Linie 427 (VRS/OVAG) ist Grunewald an den öffentlichen Personennahverkehr angebunden.

## Wanderwege
Der vom SGV ausgeschilderte Kürtenring führt durch den Ort.